# Феміністична біоетика
Феміністична біоетика вивчає цінність духовного світу жінки, та проблеми забезпечення жіночого здоров'я, враховуючи соціальні аспекти патріархального суспільства.

## Суть та значення дисципліни
Феміністична біоетика, разом з феміністичною етикою в ширшому сенсі, є академічними дисциплінами, які виникли в русі за встановлення глобальної справедливості та рівності для жінок.
Початок розвитку феміністичної біоетики пов'язаний з акцентом на жіночих проблемах, таких як: репродуктивне здоров'я, включно з абортами, допоміжними репродуктивними технологіями, виключення жінок з медичних досліджень, роль психіатрії у лікуванні жінок, медикалізація та комерціалізація жіночих тіл. 
В клінічних дослідженнях були окреслені загальні етичні проблеми, і феміністичний підхід дозволив звернути увагу на те, що виключення жінок з клінічних досліджень на тій підставі, що нібито "аномалії жіночого тіла" генерують "недостовірні дані", є несправедливим та сприяє обмеженню прав жінок на доступ до медичних препаратів, доступних чоловікам, або виникнення побічних ефектів, оскільки ліки не орієнтовані на жінок і не пройшли відповідні клінічні дослідження для жінок.
Ранні теорії феміністичної біоетики, у тому числі Сьюзан Бордо (1993) і Мері Маховальд (1993), досліджували медичне та культурне ставлення до жіночого тіла. 
Згодом акцент роботи в феміністичній біоетиці перемістився від морального розгляду нормативно жіночого тіла до роздумів під оптикою "що означає мати / бути аномальним тілом", включаючи расові та тіла з інвалідністю, інтерсексністю або тіла нестандартної форми чи розміру. Деякі з цих робіт використовують феноменологічний підхід до досвідів: вагітності, лесбійського втілення, інвалідності чи хвороби.
Феміністичний підхід до біоетики спонукає до виявлення та каталізації соціальних і політичних змін для створення кращого життя для жінок.

## Етика турботи
Ідея про те, що турбота може стати основою окремого підходу до етичної теорії, з'явилась після публікації роботи психологині Керол Гілліган про «Іншим голосом» (1982). Спираючись на емпіричні дані, Гілліган вказувала на те, що моделі морального міркування, які віддають перевагу практикам догляду і визнанню взаємної відповідальності, є більш характерними для жінок, тоді як альтернативні способи, зосереджені на справедливості, правах і виробленні загальних моральних принципів, частіше використовують чоловіки.
Етика догляду як розділ етики вказує, що особливістю жіночого духовного світу є турбота та співчуття, що походить від закладеної природою можливості материнства для жінки. 

## Концепція вразливих груп
Однією з основних засад біоетики є концепція "вразливих груп", яка позначає людей, які можуть більше постраждати від невигідного становища чи експлуатації, участі в дослідженнях, яка застосовується в аспекті "інформованої згоди" і частіше з'являється в етиці громадського здоров’я. В цьому підході не досліджуються сили, які призводять до існування вразливих груп. Тоді як феміністки виявляють та звертають увагу на те, як соціальні та політичні обставини можуть породжувати або посилювати вразливість. Наприклад, це вразливість дітей або вразливість глибокої старості.

## Реляційна модель
Реляційний погляд фемінізму створює основу для особливого погляду на автономне Я, яке називається реляційною автономією, у якому автономія не є властивістю особи, а здійснюється через мережі взаємодії, які складають соціальне життя у довготривалій серії родинних, громадських зв’язків, які створюють і підтримують людину як особистість.
Ця точка зору різко контрастує з традиційним формулюванням моральної філософії особистої автономії як здатності індивіда діяти як незалежний суб’єкт прийняття рішень, незабруднений будь-яким впливом або турботою про інших агентів. Наприклад феміністичне гасло про автономність, яке виникло через перебільшене втручання сторонніх до тіла жінки та її репродукції: Моє тіло ― моє діло.

## Репродуктивні проблеми
В суспільстві вважається, що репродуктивні проблеми пов'язані більше зі здоров'ям жінок, ніж чоловіків, тому обговорення, які відстоюють права жінок в сферах контрацепції, абортів, розглядають питання медикалізації вагітності та пологів, відстоювання прав жінок на природні пологи, проблеми медичного насильства при пологах, домінують у феміністичних колах.
Особливу увагу в феміністичній біоетиці приділяють тому, як суспільства загалом і охорона здоров’я зокрема мають реагувати на промислове зростання допоміжних репродуктивних технологій (ДРТ): екстракорпоральне запліднення, сурогатна вагітність, донорство яйцеклітин і ембріонів, штучне запліднення донором. Це було поширено на такі новітні методи, як перенесення мітохондрій, методи селективного відтворення (пренатальний тест, діагностика та скринінг; передімплантаційна генетична діагностика; тестування до запліднення та редагування геному), а також здатність генерувати, тестувати та маніпулювати ембріонами. 
Ключове розуміння полягає в тому, що оскільки жінки несуть непропорційну частку ризиків і тягарів, пов’язаних із репродуктивним здоров'ям, нові репродуктивні технології не є гендерно нейтральними.

## Психічне здоров'я
Існують переконливі докази того, що гендерні стереотипи сприяють тому, що жінкам непропорційно діагностують такі психічні розлади, як депресія. Та дискримінація, якої зазнають жінки (та інші маргіналізовані групи), насправді може призвести до більш високого рівня психічних розладів.
В результаті досліджень, які проводили в США було виявлено ґендерні упередження щодо жінок, при постановці діагнозу ішемічна хвороба серця, а також при постановці діагнозу за симптомами болю у грудях. В результаті цих досліджень було виявлено що жінкам рідше ставили діагноз ішемічної хвороби серця, а також було зазначено більшу кількість смертей в клініці від цієї хвороби. 

## Ґендерні упередження при необхідності серцево-легеневої реанімації для жінки
Дослідження показали, що жінки рідше ніж чоловіки отримують допомогу з серцево-легеневої реанімацію у громадських місцях з певних причин:
- при підготовці серцево-легеневої реанімації на навчанні з надання першої домедичної допомоги часто застосовують манекен з плоскими грудьми;
- людин можуть не розпізнати симптом зупинки серця у жінок;
- деякі люди соромляться, не знають як правильно надати допомогу з реанімації жінці при зупинці серця, через наявність грудей;
- деякі люди вагаються у застосування АЗД (автоматичний зовнішній дефібрилятор ) через те, що не знають як правильно цей медичний прилад застосовувати для жінок з грудьми.[6]

## Критика
Біоетику та медичну етику іноді звинувачують у фактичному обмеженні автономії до інформованої згоди та необхідності пацієнтом вибирати між обмеженим набором клінічних варіантів. З феміністичної точки зору, більш адекватний підхід до автономії пацієнта має розглядати весь контекст відносин.